# Austin Challenger 1996
L'Austin Challenger 1996 è stato un torneo di tennis facente parte della categoria ATP Challenger Series nell'ambito dell'ATP Challenger Series 1996. Il torneo si è giocato a Austin negli Stati Uniti dal 18 al 24 novembre 1996 su campi in cemento.

## Vincitori

### Singolare
Sargis Sargsian ha battuto in finale  Sébastien Lareau con il punteggio di 6–4, 6–4

### Doppio
Sargis Sargsian /  Michael Sell hanno battuto in finale  T. J. Middleton /  Bryan Shelton con il punteggio di 7–5, 7–6